# 2025-ös magyar labdarúgókupa-döntő
A 2025-ös magyar labdarúgókupa-döntő a sorozat 82. döntője volt. A találkozót 2025. május 15-én, a Puskás Arénában rendezték meg 54 762 néző előtt. A mérkőzést a Paksi FC és a Ferencvárosi TC játszotta. Az összecsapás rendes játékideje 1–1-es döntetlenre végződött, a hosszabbításban nem született gól, így büntetőpárbaj következett. A tizenegyespárbajt 4–3-ra a Paksi FC nyerte meg, így története során másodjára hódította el a kupát.

## A csapatok
| Csapat      | Korábbi döntős részvételek |
| ----------- | --- |
| Ferencváros | 34 (1912, 1913, 1922, 1927, 1928, 1931, 1932, 1933, 1935, 1942, 1943, 1944, 1958, 1966, 1972, 1974, 1976, 1977, 1978, 1979, 1986, 1989, 1991, 1993, 1994, 1995, 2003, 2004, 2005, 2015, 2016, 2017, 2022, 2024) |
| Paks        | 2 (2022, 2024) |

## Helyszín
A döntőt 2020 óta az újjáépített Puskás Arénában rendezik meg. Ez volt a hatodik magyar kupa-döntő ebben a létesítményben.

## Háttér
A Ferencváros és a Paks négy éven belül harmadszor találkozott a sorozat fináléjában. A kupadöntők történetének leggyakoribb párosítása eddig a Ferencváros–Újpest mérkőzés volt, amelyre négy alkalommal került sor: 1923-ban, 1927-ben, 1933-ban és 2016-ban.
A Ferencváros a legsikeresebb klub a magyar kupa történetében: eddig 24 alkalommal nyerte meg a trófeát, és további 10 döntőben szerepelt. Az elmúlt tíz évben négyszer hódította el a kupát: 2015-ben, 2016-ban, 2017-ben és 2022-ben.
A Paks harmadszor jutott be a döntőbe, 2022 és 2024 után. Tavaly a Paks története során először nyerte meg a Magyar Kupát, ezzel a sorozat huszadik különböző győztes klubja lett.

## Út a döntőbe
| Ferencváros         | Ferencváros | Ferencváros | Forduló      | Paks                          | Paks     | Paks     |
| ------------------- | ----------- | ----------- | ------------ | ----------------------------- | -------- | -------- |
| Ellenfél            | Eredmény    | Eredmény    |              | Ellenfél                      | Eredmény | Eredmény |
| –                   | –           | –           | Első kör     | –                             | –        | –        |
| –                   | –           | –           | Második kör  | –                             | –        | –        |
| Budafok (NB II)     | 3–0         | (I)         | Legjobb 64   | Mezőörs (MB I (negyedosztály) | 3–0      | (I)      |
| Tiszafüred (NB III) | 2–1         | (I)         | Legjobb 32   | Honvéd (NB II)                | 5–1      | (I)      |
| Győr (NB I)         | 4–3 (h. u.) | (I)         | Nyolcaddöntő | Mezőkövesd (NB II)            | 3–0      | (I)      |
| Újpest (NB I)       | 3–1         | (H)         | Negyeddöntő  | Kisvárda (NB II)              | 1–0      | (I)      |
| MTK (NB I)          | 3–1         | (H)         | Elődöntő     | Zalaegerszeg (NB I)           | 2–1      | (H)      |

## A mérkőzés
| 2025. május 14. 19:00 (UTC+2) |

| Ferencvárosi TC                                   | 1–1 (h. u.)       | Paksi FC                                                                     |
| ------------------------------------------------- | ----------------- | ---------------------------------------------------------------------------- |
| Joseph 90+4' Abu Fani 90+5' Tóth 107' Szalai 118' | (0–1) Jegyzőkönyv | Szabó 34' Tóth 45+1' Ötvös 55' Böde 88' Szappanos 94' Ádám 96' Kinyik 105+1' |
| Büntetőpárbaj                                     |                   |                                                                              |
| Pešić Zachariassen Joseph Gustavo Cissé           | 3–4               | Windecker Ádám Balogh Gyurkits Vécsei                                        |

| Puskás Aréna, Budapest Nézőszám: 54 762 Játékvezető: Pintér |

| Ferencváros | Paks |

| GK           | 90 | Dibusz Dénes (c)        |      |           |
| RWB          | 3  | Stefan Gartenmann       |      | 83'       |
| CB           | 27 | Ibrahim Cissé           |      |           |
| LWB          | 22 | Szalai Gábor            | 118' |           |
| RM           | 25 | Cebrail Makreckis       |      |           |
| CM           | 80 | Habib Maïga             |      | 99'       |
| CM           | 64 | Tóth Alex               | 107' |           |
| CM           | 15 | Mohammed Abu Fani       |      | 64' 90+5' |
| RM           | 17 | Eldar Ćivić             |      | 64'       |
| LF           | 11 | Matheus Saldanha        |      | 77'       |
| RF           | 11 | Varga Barnabás          |      | 64'       |
| Cserék:      |    |                         |      |           |
| GK           | 89 | Gróf Dávid              |      |           |
| DF           | 5  | Naby Keïta              |      |           |
| DF           | 8  | Aleksandar Pešić        | 64'  |           |
| MF           | 16 | Kristoffer Zachariassen | 77'  |           |
| FW           | 20 | Adama Traoré            | 64'  |           |
| FW           | 24 | Tosin Kehinde           |      |           |
| FW           | 32 | Aleksandar Ćirković     | 83'  |           |
| DF           | 34 | Raul Gustavo            | 99'  |           |
| MF           | 37 | Guilherme Henrique      |      |           |
| DF           | 54 | Norbert Kaján           |      |           |
| FW           | 75 | Lenny Joseph            | 64'  |           |
| DF           | 99 | Cristian Ramírez        |      |           |
| Vezetőedző:  |    |                         |      |           |
| Robbie Keane |    |                         |      |           |

| GK            | 1  | Szappanos Péter  | 94'  |        |
| RWB           | 23 | Ötvös Bence      | 55'  | 79'    |
| CB            | 12 | Vas Gábor        |      |        |
| CB            | 30 | Szabó János (c)  | 34'  | 106'   |
| LWB           | 28 | Hinora Kristóf   |      | 91'    |
| RM            | 11 | Osváth Attila    |      |        |
| CM            | 22 | Windecker József |      |        |
| CM            | 26 | Mezei Szabolcs   |      | 90'    |
| RM            | 21 | Papp Kristóf     |      |        |
| LF            | 29 | Tóth Barna       |      | 75'    |
| RF            | 10 | Haraszti Zsolt   |      | 75'    |
| Cserék:       |    |                  |      |        |
| GK            | 1  | Kovácsik Ádám    |      |        |
| DF            | 2  | Kinyik Ákos      | 79'  | 105+1' |
| MF            | 5  | Vécsei Bálint    | 75'  |        |
| DF            | 6  | Győrfi Milán     |      |        |
| FW            | 7  | Ádám Martin      | 91'  | 97'    |
| MF            | 8  | Balogh Balázs    | 90'  |        |
| FW            | 13 | Böde Dániel      | 75'  | 88'    |
| DF            | 14 | Silye Erik       |      |        |
| FW            | 15 | Könyves Norbert  |      |        |
| FW            | 17 | Varga Roland     |      |        |
| MF            | 18 | Gyurkits Gergő   | 106' |        |
| MF            | 19 | Horváth Kevin    |      |        |
| Vezetőedző:   |    |                  |      |        |
| Bognár György |    |                  |      |        |

| A mérkőzés legjobbja: Szappanos Péter Játékvezető-asszisztens: Kóbor Péter Szert Balázs Negyedik játékvezető: Káprály Mihály Videóbíró: Erdős József Videóbíró asszisztense: Andó-Szabó Sándor | Szabályok - 90 perc játékidő - 30 perc hosszabbítás döntetlen esetén, majd büntetőpárbaj - 12 nevezhető cserejátékos - Öt játékos cserélhető, a hosszabbításban még egy cserelehetősége van mindkét csapatnak. |